# Karhujärvi (Hietaniemi socken, Norrbotten)
Karhujärvi är en sjö i Övertorneå kommun i Norrbotten och ingår i Keräsjokis huvudavrinningsområde. Sjön har en area på 0,0615 kvadratkilometer och ligger 103 meter över havet.

## Delavrinningsområde
Karhujärvi ingår i det delavrinningsområde (736215-185244) som SMHI kallar för Utloppet av Vuomajärvi. Medelhöjden är 94 meter över havet och ytan är 27,22 kvadratkilometer. Det finns inga avrinningsområden uppströms utan avrinningsområdet är högsta punkten. Vuomajoki som avvattnar avrinningsområdet har biflödesordning 2, vilket innebär att vattnet flödar genom totalt 2 vattendrag innan det når havet efter 45 kilometer. Avrinningsområdet består mestadels av skog (75 procent). Avrinningsområdet har 3,14 kvadratkilometer vattenytor vilket ger det en sjöprocent på 11,5 procent.